# الوارو مخیا (بازیکن فوتبال)
الوارو مخیا (انگلیسی: Álvaro Mejía؛ زادهٔ ۱۸ ژانویهٔ ۱۹۸۲) بازیکن فوتبال اهل اسپانیا است.
از باشگاه‌هایی که در آن بازی کرده‌است می‌توان به باشگاه فوتبال رئال مادرید سی، باشگاه فوتبال رئال مورسیا، باشگاه فوتبال رئال مادرید، باشگاه فوتبال رئال مادرید کاستیا، باشگاه فوتبال آلمریا، باشگاه فوتبال قونیه‌اسپور، و باشگاه ورزشی الشحانیه اشاره کرد.